# Sphyraena tome
Sphyraena tome és un peix teleosti de la família dels esfirènids i de l'ordre dels perciformes.

## Morfologia
Pot arribar als 45 cm de llargària total.